# Cmp
Unix-утиліта cmp (від англ. compare — порівнювати) порівнює два файли будь-якого типу і пише результат в стандартний вивод. За умовчанням cmp не видає ніяких повідомлень, якщо файли однакові; якщо ж вони розрізняються, повідомляється номер байта і рядка, де виявлена перша відмінність. Байти і рядки нумеруються, починаючи з одиниці.
Входить, наприклад, в пакет GNU diffutils. 

## Синтаксис команди
Формат цієї команди наступний: 
```
 cmp OPTIONS ...  FROM-FILE [TO-FILE]    
```

Назва файлу «-» означає стандартний ввод. «Cmp» також використовує стандартний вивод, якщо один з файлів не вказаний.
Вихідний статус 0 означає, що відмінностей не знайдено, 1 — знайдено, 2 — виявлена помилка. 
-c
Друкує символи, що розрізняються. Відображає контрольні символи символом «^» і буквою алфавіту, а також передує символам зі встановленим вищим бітом символом «-M» (що означає «мета»).
-ignore-initial=BYTES
Ігнорує всі відмінності в одному з перших BYTES байтах вхідних файлів. Відтак з файлами, меншими за розміром, ніж BYTES байтів, поводиться як з порожніми.
-l
Друкує зміщення (десяткове) і значення (вісімкове) всіх байтів, що розрізняються.
-print-char
Друкує всі символи, що розрізняються. Відображає контрольні символи символом «^» і буквою алфавіту, а також передує символам зі встановленим вищим бітом символом '-M' (що означає «мета»).
-quite або -s або -silent
Нічого не друкує, тільки повертає вихідний статус, який показує чи відрізняються файли.
-verbose
Друкує зміщення (десяткове) і значення (вісімкове) всіх байтів, що розрізняються.
-v або -version
Видає номер версії cmp.